# Towarzystwo Gimnastyczne „Sokół” w Nowym Sączu

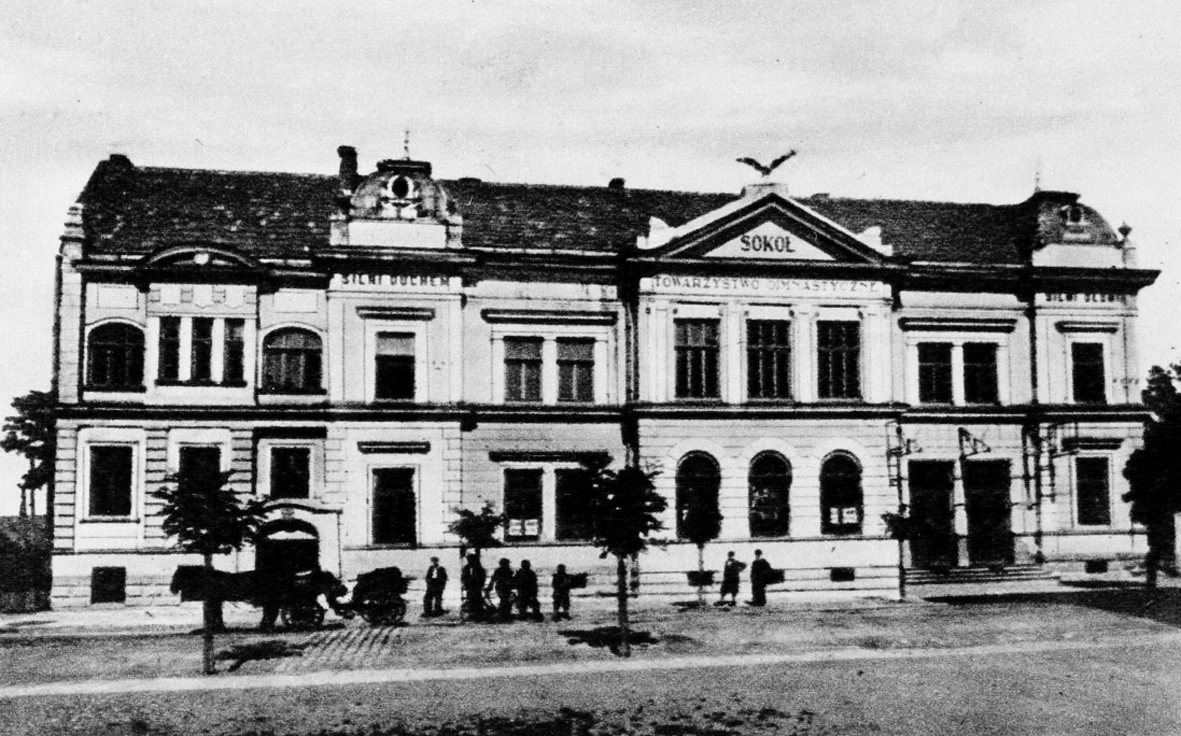
Budynek Towarzystwa Gimnastycznego „Sokół” w Nowym Sączu.
Pierwotnie parterowy budynek zawierał salę gimnastyczną, bibliotekę, czytelnię oraz pokoje przeznaczone na zebrania.
Wielokrotnie rozbudowywany istnieje do dziś (ul. Jana Długosza 3).
Powyższe zdjęcie zostało prawdopodobnie wykonane około roku 1910.

Towarzystwo Gimnastyczne „Sokół” w Nowym Sączu – nowosądecki oddział Polskiego Towarzystwa Gimnastycznego „Sokół”.

## Historia
Regionalny oddział Sokoła w Nowym Sączu powstał 25 maja 1887 na terenie zaboru austriackiego. 23 grudnia 1891 Rada Miejska przekazała organizacji „300 sążni” terenu należącego do miasta (przeciwko uchwale głosowało jedynie 2 niemieckich członków rady).
Dzięki darom wielu lokalnych instytucji i osób prywatnych możliwe było rozpoczęcie budowy siedziby już w roku 1892, a oddanie do użytku nastąpiło 8 listopada 1892 roku, w 600 rocznicę uzyskania przez Nowy Sącz praw miejskich.
Organizacja propagowała sport, gimnastykę i zdrowy styl życia. Była centrum kulturowym i społecznym miasta. Urządzano koncerty, przedstawienia teatralne, zabawy taneczne. Wydarzeniom często towarzyszyła działalność charytatywna. Działała dobrze wyposażona biblioteka i czytelnia. W 1910 w budynku rozpoczęło działalność pierwsze w mieście kino. Organizacja wspierała działalność skautów. Towarzystwo służyło rozwojowi świadomości narodowej. Członkowie i ludzie związani z organizacją angażowali się w działania zbrojne służące odzyskaniu, a następnie utrzymaniu przez Polskę niepodległości. Wielu należało do nielegalnych organizacji wojskowych (np. POW). Wielu walczyło na frontach wojny polsko-ukraińskiej, wojny polsko-bolszewickiej i II wojny światowej.
Wkroczenie Niemców w 1939 uniemożliwiło działalność „Sokoła”. Członkowie chcąc zachować życie musieli ukrywać się. Represji doświadczyli również w okresie późniejszym, ze strony wojsk sowieckich. Prześladował ich także PRL, który zdelegalizował organizację w 1947 roku.
Działalność nawiązującą do pierwotnego Towarzystwa wznowiono w 1994, patrz Małopolskie Centrum Kultury SOKÓŁ w Nowym Sączu.

## Prezesi
- Lucjan Lipiński (1887–1904)
- Stanisław Flis (1905–1920)
- Roman Sichrawa (1921–1932)
- Bolesław Barbacki (1932–1939)